# マルセル・レルビエ
マルセル・レルビエ（Marcel L'Herbier、1890年4月23日 パリ - 1979年11月26日 パリ）は、フランスの脚本家、映画プロデューサー、映画監督である。レジオンドヌール勲章受章者。高等映画学院の創設者で初代校長。

## 来歴・人物

### 初期
1890年4月23日、フランス・パリ生まれ。リセ・ヴォルテールを経て、パリ大学卒業。著述家としてスタートし、戯曲、詩、随筆を書いたが、天職とみつけた映画というメディアに興味をもつまでではなかった。第一次世界大戦中、予備役の後、フランス軍の映画局に配属された。映画局で過ごすうちに、フィルム・メディアの力と潜在能力を思い知った。

### キャリア
戦後レルビエのキャリアが実際にスタートしたのは1918年であり、その年、最初の長編映画『Rose-France』を監督した。初期の栄光を手にしたのは1919年 - 1922年、ゴーモン社の「セリ・パックス」（「平和シリーズ」の意）の作品群によるもので、『海の人』（1920年）と『エルドラドオ』（1922年）がもっとも有名である。1922年、自らの製作会社「シネグラフィック Cinégraphic」を設立した。
翌1923年には、『Résurrection』と『人でなしの女』を製作・監督した。こういった新作や初期作品が、レルビエをフランス前衛映画のリーダーのなかで正当なものにしていった。アベル・ガンス監督の『ナポレオン Napoléon』にインスパイアされ、レルビエは1928年、エミール・ゾラの小説『金 L'Argent』をアップデイトしたエピックである『金 L'Argent』を監督した。同作は、ブリギッテ・ヘルム、マリー・グローリー、イヴェット・ギルベール といったスターを配した。レルビエと「シネグラフィック」社は多くの映画作家に影響を与え、また、アルベルト・カヴァルカンティやクロード・オータン＝ララといった作家を援助した。
1930年にレルビエは、初のトーキー作品『L'Enfant de l'amour』を監督する。同作はとりたてて好評ではなかったが、レルビエをよりメインストリームの映画作家へと移行を開始した。1937年、映画技術者組合CGTを共同設立し、書記局長に就任、のちに代表となった。1943年という年は、レルビエの映画界への最大の貢献を運んできた。映画学校である高等映画学院（IDHEC）を設立したのである。フランス政府は同校の財政に援助し、同校は、映画製作、映画史、映画理論および映画批評にわたって、すべての技術的手法を教えた。
同校の著名な卒業生には、ルイ・マル、アラン・レネ、フォルカー・シュレンドルフ、ジャン＝ジャック・アノー、クロード・ソーテ、ネルソン・ペレイラ・ドス・サントス、パトリス・ルコントおよびコスタ＝ガヴラスといった面々である。レルビエは、25年にわたって校長を務めた。1986年、同校は「欧州映像音響職業財団 Fondation européenne pour les métiers de l'image et du son」となり、「ラ・フェミス La Fémis」として知られることとなる。

### のちのキャリア
1952年 - 1962年、レルビエはテレビ製作に移行し、フランスのテレビ向けの文化番組の先駆者となり、ルクセンブルクやスイスのテレビでも仕事をした。レルビエは新聞に書く仕事をつづけ、1953年には『ル・モンド』紙の映画欄設立に助力した。1978年には回顧録『La tête qui tourne』（「撮影/回転する頭」の意、2006年再版 ISBN 2714412157）を出版した。
1979年11月26日、パリで死去。89歳没。

## 関連事項
- スタニスラス高等学校（Collège Stanislas de Paris）
- マリー・グローリー（Marie Glory）
- イヴェット・ギルベール（Yvette Guilbert）
- アルベルト・カヴァルカンティ（Alberto Cavalcanti）
- ジョルジェット・ルブラン（Georgette Leblanc）『人でなしの女』に主演。彼女の兄モーリス・ルブランともレルビエは親交があった。

## 註
1. ↑  『World film directors vol 1』、John Wakeman著、ISBN 0824207572
2. ↑  1888年誕生説あり。英語版Wikipedia Marcel L'Herbier参照。
3. ↑  自伝が日本語訳され、『イヴェット・ギルベール　わが人生のシャンソン』（幸田礼雅訳、美術公論社、1991年）がある。
4. ↑  『Marcel L'Herbier』、ノエル・バーチ著 ISBN 2091907219
5. ↑  filmreference.com